# Cyclocotyloides pinguis
Cyclocotyloides pinguis är en plattmaskart. Cyclocotyloides pinguis ingår i släktet Cyclocotyloides och familjen Diclidophoridae. Inga underarter finns listade i Catalogue of Life.